# CD154
CD154, takođe poznat kao CD40 ligand ili CD40L, je protein koji je prvenstveno izražen u aktiviranim T ćelijama. On je član  superfamiliji molekula. CD154 se vezuje za CD40 na antigen-prezentirajućim ćelijama (APC), posledica čega su mnogobrojni efekti koji zavise of tipa ciljne ćelije. CD40L igra ulogu kostimulišućeg molekula, i on inducira APC aktivaciju putem stimulacije T ćelijskih receptora. CD40L može da se veže za tri molekula: CD40,  integrin i αIIbβ3.
CD154 je lociran na površini T ćelija. On reguliše B ćelijske funkcije putem interakcija sa CD40 na površini B ćelija. Deficit ovog gena rezultuje u onemogućavanju promene imunoglobulinske klase i vezan je za hiper IgM sindrom.

## CD154 ekspresija
ligand je prvenstveno izražen na aktiviranim CD4+ T limfocitima, ali se takođe može naći u rastvornom obliku. Dok je CD40L bio originalno opisan na T limfocitima, njegova ekspresija je od tada ustanovljena na širokom varijetetu ćelija, kao što su trombociti, mast ćelije, makrofage, bazofili,  ćelije, B limfociti, kao i non-hematopoetske ćelije (glatke mišićne ćelije, endotelijalne ćelije, i epitelijalne ćelije).

## Specifični efekti na ćelije

### Makrofage
U makrofagama, primarni signal za aktivaciju je  iz Th1 tipa CD4 T ćelija. Sekundarni signal je CD40L na T ćelijama, koji se vezuje za CD40 na ćelijskoj površini makrofaga. Kao rezultat, makrofag izražava CD40 i  receptore u većoj meri na svojoj površini, što pomaže u povećanju nivoa aktivacije. Aktivirani makrofag može onda da uništi bakterije putem fagocitoze, i da proizvede dodatne citokine.

### B ćelije
B ćelija može da prezentira antigene pomoćnom T ćelijama. Ako T ćelija prepozna peptid prezentiran B ćelijom, T ćelija sintetiše CD40L. CD40L se vezuje za B ćelijski CD40 receptor, prouzrokujući zaustavljanje B ćelijske aktivacije. T ćelija takođe proizvodi IL-4, koji se direktno vezuje za B ćelijske receptore. Kao rezultat ove interakcije, B ćelija je u mogućnosti da deli, menja izotip antitela, i da se diferencira u plazma ćelije. Krajnji-rezultat je B ćelija koja je sposobna da masivno proizvodi specifična antitela protiv antigenske mete.

### Endotelijalne ćelije
Aktivacija endotelnih ćelija sa CD40L (npr. iz aktiviranih trombocita) dovodi do produkcije reaktivnih kiseonikovih molekula, kao i hemokin i citokin produkcije, i ekspresije adhezionih molekula kao što je E-selektin, ICAM-1, i VCAM-1. Ova inflamatorna reakcija u endotelnim ćelijama promoviše regrutovanje leukocita na lezijama i može potencijalno da promoviše aterogenezu.

## Interakcije
Za CD154 je bilo pokazano interaguje sa RNF128.

## Literatura
- Parham, Peter (2004). The Immune System (2nd изд.). Garland Science. стр. 169—173. ISBN 978-0-8153-4093-5.
- Tong AW, Stone MJ (1997). „CD40 and the effect of anti-CD40-binding on human multiple myeloma clonogenicity.”. Leuk. Lymphoma. 21 (1-2): 1—8. PMID 8907262.
- van Kooten C, Banchereau J (2000). „CD40-CD40 ligand.”. J. Leukoc. Biol. 67 (1): 2—17. PMID 10647992.
- Schattner, E. J. (2003). „CD40 ligand in CLL pathogenesis and therapy.”. Leuk. Lymphoma. 37 (5-6): 461—72. PMID 11042507.
- Bhushan A, Covey LR (2002). „CD40:CD40L interactions in X-linked and non-X-linked hyper-IgM syndromes.”. Immunol. Res. 24 (3): 311—24. PMID 11817328. doi:10.1385/IR:24:3:311.
- Cheng G, Schoenberger SP (2002). „CD40 signaling and autoimmunity.”. Curr. Dir. Autoimmun. 5: 51—61. PMID 11826760.
- Subauste, C. S. (2002). „CD154 and type-1 cytokine response: from hyper IgM syndrome to human immunodeficiency virus infection.”. J. Infect. Dis. 185 Suppl 1: S83—9. PMID 11865444. doi:10.1086/338003.
- Kornbluth, R. S. (2003). „An expanding role for CD40L and other tumor necrosis factor superfamily ligands in HIV infection.”. J. Hematother. Stem Cell Res. 11 (5): 787—801. PMID 12427285. doi:10.1089/152581602760404595.
- Xu Y, Song G (2005). „The role of CD40-CD154 interaction in cell immunoregulation.”. J. Biomed. Sci. 11 (4): 426—38. PMID 15153777. doi:10.1159/000077892.

## Spoljašnje veze
- CD154+Antigen на 